# Mildred Barnard
Pour les articles homonymes, voir Barnard.
Mildred Macfarlan Barnard, également connue sous le nom de Mildred Macfarlan Prentice (5 août 1908 - 9 mars 2000) est une biométricienne, mathématicienne et statisticienne australienne.

## Enfance et éducation
Barnard est née à Melbourne le 5 août 1908. Sa mère, Jessie Margaret Barnard, aide à fonder le Federal Territory War Food Fund. Son père, Robert James Allman Barnard, est professeur fondateur de mathématiques au collège militaire royal de Duntroon près de Canberra, où la famille déménage en 1911. Ils retournent à Melbourne dans les années 1920, lorsque le père de Barnard occupe le poste de maître de conférences à l'université de Melbourne. 
Barnard entre à l'université de Melbourne en 1927. Elle remporte une bourse Dixson en 1930, la même année où elle obtient un bachelor avec mention en mathématiques. Elle ajoute un B.S. en physique en 1931 et un M.S. en 1932,. Sa thèse de maîtrise concerne la mécanique continue d'une plaque mince fissurée et est supervisée par John Henry Michell. 
À la recherche d'un sujet qui la mettrait davantage en contact avec d'autres personnes, et découragée par les perspectives d'emploi pour les mathématiciens et les physiciens en Australie, les sujets d'intérêts de Barnard se déplacent vers la biométrie. Elle commence ses études de doctorat en statistique avec Ronald Aylmer Fisher dans le laboratoire Galton à l'University College de Londres en 1934. Elle publie trois articles dans cette période, sur craniométrie, des expériences factorielles et les statistiques environnementales (en), et a obtenu son doctorat en 1936,.

## Carrière
Après avoir terminé ses études, Barnard retourne en Australie et devient biométricienne adjointe à la Division des produits forestiers du Conseil pour la recherche scientifique et industrielle, à partir de 1936. Bien que centré à Melbourne, son poste implique également de passer du temps à Canberra et à Sydney,. Pendant qu'elle est au CSIR, elle travaille avec Betty Allan. Les sujets sur lesquels Barnard étudie sont le « pouvoir de maintien des vis d'auto et la facilité d'entretien des traverses de chemin de fer et des poteaux télégraphiques ». Dans le cours normal des événements, elle aurait perdu le poste lorsqu'elle se marie en 1939,, mais le déclenchement de la Seconde Guerre mondiale et le besoin de bois dans les avions entraînent une plus grande demande pour son bureau, sa démission est donc retardée jusqu'à la naissance de son premier enfant en 1941. 
Tout en élevant une famille, elle enseigne à temps partiel à l'université de Melbourne jusqu'à ce qu'elle et sa famille déménagent à Brisbane, où son mari a trouvé un poste de professeur de génie électrique à l'université du Queensland. Elle y poursuit ses cours à temps partiel et, en 1970, elle est nommée maître de conférences en statistique mathématique à l'université du Queensland. 
En 1972, elle devient la première présidente (1972) de la branche de Brisbane de la Société biométrique internationale, région d'Australasie,. 
Elle est décédée à Brisbane le 9 mars 2000.

## Publications
Le livre de Barnard Elementary Statistics for Use in Timber Research (avec Neil Ditchburn, CSIRO, 1956) a été publié après avoir été imprimé deux fois pour l'usage du CSIRO.